# Малиновый Клин
Мали́новый Клин или Куба́нщина (укр. Малиновий Клин, Кубанщина) — неофициальное название региона компактного проживания украинцев на Кубани. Первоначально клином украинцы называли земельный надел, а к концу XIX века так стали называть заселённые украинцами земли к востоку от основной территории Украины.
Образовался в период с конца XVIII до конца XIX века вследствие переселения сначала запорожских казаков, а затем крестьян с Украины. После ликвидации Запорожской Сечи, казачьи войска были распущены. Но в связи с назреванием войны между Россией и Османской империей царское правительство организовало в начале 1787 из запорожцев «Войско верных казаков», которое вместе с российской армией принимало участие в русско-турецкой войне. В 1788 оно было переименовано в Черноморское казачье войско. Черноморские казаки основали на Кубани 40 куреней поселений и дали им те же названия, которые были у куреней на Запорожской Сечи.
Известны также «Жёлтый Клин» (среднее и нижнее Поволжье), «Зелёный Клин» (юг Дальнего Востока) и «Серый Клин» (Юго-Западная Сибирь и Северный Казахстан).

## Демографическая статистика
Национальный состав Кубани (Кубанского округа) по данным переписи населения СССР 1926 года:
| № | Этнос            | Численность | %        |
| - | ---------------- | ----------- | -------- |
| 1 | Украинцы         | 915 450     | 62,20 %  |
| 2 | Русские          | 498 120     | 33,80 %  |
| 3 | Армяне           | 21 023      | 1,40 %   |
| 4 | Белорусы         | 8 434       | 0,60 %   |
| 5 | Поволжские немцы | 7 255       | 0,50 %   |
| 6 | Другие           | 22 266      | 1,50 %   |
|   | Всего            | 1 472 548   | 100,00 % |

По результатам первой всеобщей переписи населения Российской Империи 1897 численность населения Кубани (Кубанской области) составляла 1 918 881 человек. Национальный состав по языку в 1897 году:
| № | Этнос                     | Таманский | Ейский  | Екатеринодарский | Кавказский | Баталпашинский | Майкопский | Лабинский | Всего   |
| - | ------------------------- | --------- | ------- | ---------------- | ---------- | -------------- | ---------- | --------- | ------- |
| 1 | Украинцы                  | 75,20 %   | 73,90 % | 51,80 %          | 45,80 %    | 27,10 %        | 31,30 %    | 18,90 %   | 47,40 % |
| 2 | Русские                   | 17,10 %   | 23,60 % | 34,20 %          | 51,10 %    | 41,90 %        | 31,30 %    | 75,20 %   | 42,60 % |
| 3 | Черкесы Адыги Кабардинцы  | …         | …       | 8,10 %           | …          | 5,70 %         | 4,90 %     | …         | 2,00 %  |
| 4 | Карачаевцы Горские татары | …         | …       | …                | …          | 12,50 %        | …          | …         | 1,40 %  |
| 5 | Поволжские немцы          | …         | …       | …                | 1,60 %     | 2,00 %         | …          | 1,90 %    | 1,10 %  |
| 6 | Греки                     | 4,00 %    | …       | 1,40 %           | …          | …              | …          | …         | 1,10 %  |
| 7 | Армяне                    | …         | …       | 1,10 %           | …          | …              | …          | 1,70 %    | …       |
| 8 | Абхазы Абазины            | …         | …       | …                | …          | 3,90 %         | 2,10 %     | …         | …       |
| 9 | Ногайцы                   | …         | …       | …                | …          | 2,70 %         | …          | …         | …       |

## Кубанская рада и республика

Флаг Кубанской народной республики

Кубанская рада была образована казачьими делегатами областного съезда уполномоченных от населённых пунктов Кубани после Февральской революции 1917 года. В ноябре того же года избрала из своего состава краевое правительство, а 28 января 1918 года на землях бывшей Кубанской области провозгласила независимую Кубанскую народную республику со столицей в Екатеринодаре. В 1920 году прекратила существование.